# Gambugliano
Gambugliano är en ort och kommun i provinsen Vicenza i regionen Veneto i Italien. Kommunen hade 830 invånare (2018).